# Gilberto Righi
 (avril 2023).
Pour les articles homonymes, voir Righi.
Gilberto Righi (1937-1999) était un biologiste et taxonomiste brésilien.  

## Biographie
Il a passé une grande partie de sa carrière à l'université de São Paulo (Brésil).

## Apport scientifique
Il a apporté, du milieu des années 1960 à la fin des années 1990, une contribution significative à la connaissance des vers de terre d'Amérique du Sud, notamment du Brésil et de l'Amazonie, ainsi que des Antilles. Il a ainsi publié près de 80 articles de taxonomie. Il a décrit la plus grande partie des espèces de la famille des Glossoscolecidae.

## Liste des travaux de Gilberto Righi

### 1965-1969
- Righi, G. (1965). Ocorrência de Pheretima indica no Brasil. Ciência e Cultura 17, 225–226.
- Righi, G., Knäpper, C.U. F. (1965). O gênero Pheretima Kinberg, no Estado de Rio Grande do Sol. Revista Brasileira de Biología, Rio de Janeiro 25, 419–427.
- Righi, G. (1966). Invertebrados. Aminhoca Pheretima hawayana (Rosa, 1891). São Paulo, IBECC, pp. 83.
- Righi, G., Knäpper, C.U. F. (1966). Ciclo annual de Pheretima indica (Horst, 1893). Revista Brasileira de Biología, Rio de Janeiro 26, 341–343.
- Righi, G. (1967). Descrição de Rhinodrilus priollii sp. n., Glossoscolecidae. Atas do Simpósio sôbre a Biota Amazônica 5 (Zoologi), 475–479.
- Righi, G. (1967). Eudrilus eugeniae (Kinberg, 1867). Oligochaeta terrícola novo para o Brasil. Ciência e Cultura 19, 341–342.
- Righi, G. (1967). O gênero Pheretima Kinberg (Oligochaet). no Brasil. Ciência e Cultura 19, 342–343.
- Righi, G. (1967). Sobre algumas Lumbricidae (Oligochaet). do Estado do Rio Grande do Sol. Ciência e Cultura 19, 342.
- Righi, G. (1967). Über die Oligochätengattung Eukerria. Beiträge zur Neotropischen Fauna 5, 178–185.
- Righi, G. (1968). Consideraçoes sobre o gênero Rhinodrilus (Oligochaeta, Glossoscolecida). Atas II Congreso Brasileiro de Zoologia A2–26.
- Righi, G. (1968). Sobre alguns Oligochaeta do Brasil. Revista Brasileira de Biologia, Rio de Janeiro 28, 369–382.
- Righi, G. (1968). Sobre alguns Oligochaeta peregrinos no Brasil. Ciência e Cultura 20, 334–335.
- Righi, G. (1968). Sôbre duas espécies novas de Oligochaeta do Brasil. Anais da Academia Brasileira de Ciências 40, 545–549.
- Righi, G. (1969). A new species of Meroscolex from Suriname (Oligochaeta, Glossoscolecida). Zoologische Mededelingen 43, 313–317.
- Righi, G. (1969). On some Brazilian Glossoscolecidae. Beiträge zur Neotropischen Fauna 6, 152–162.
- Righi, G. (1969). Sobre a zoogeografia das Glossoscolecidae (Oligochaet). Ciência e Cultura 21, 460–461.
- Righi, G. (1969). Sur une espèce aberrante de Glossoscolecidae, Thamnodrilus matapi, sp. n. Pedobiologia 9, 42–45.

### 1970-1974
- Righi, G. (1970). Relaçöes entre os géneros das Glossoscolecidae. Atas III Congreso Brasileiro de Zoologia, A22.
- Righi, G. (1970). Sôbre o aparéelo excretor de Ramiellona strigosa saetosa (Oligochaeta, Acanthodrilida). Ciência e Cultura 22, 280.
- Righi, G. (1970). Sôbre o gênero Andioscolex (Oligochaeta, Glossoscolecida). Revista Brasileira de Biologia, Rio de Janeiro 30, 371–376.
- Righi, G., Caballero, M. E. S. (1970). Duas novas espécies brasileiras dos gêneros Wegeneriona e Neogaster (Oligochaeta, Octochaetida). Revista Brasileira de Biologia, Rio de Janeiro 30, 91–96.
- Righi, G. (1971). A new genus and species of Ocnerodrilinae (Oligochaeta, Acanthodrilida). from Brazil. Zoologischer Anzeiger 186, 388-391.
- Righi, G. (1971). Sôbre a Familia Glossoscolecidae (Oligochaet). no Brasil. Arquivos de Zoologia, São Paulo 20, 1–96.
- Righi, G. (1971). Sôbre alguns Oligochaeta brasileiros. Papéis Avulsos de Zoologia, São Paulo 25, 1–13.
- Righi, G. (1972). Additions to the genus Glossoscolex (Oligochaeta, Glossoscolecida). Studies on the Neotropical Fauna 7, 37–47.
- Righi, G. (1972). Bionomic considerations upon the Glossoscolecidae (Oligochaet). Pedobiologia 12, 254–260.
- Righi, G. (1972). Contribuição ao conhecimento dos Oligochaeta brasileiros. Papéis Avulsos de Zoologia, São Paulo 25, 148–166.
- Righi, G. (1972). On some earthworms from Central America (Oligochaet). Studies on the Neotropical Fauna 7, 207–228.
- Righi, G. (1972). Sistema nefridial de Glossoscolex paulistus (Oligochaet). Ciência e Cultura 24, 357–358.
- Righi, G. (1972). Topography of the circulatory system of Glossoscolex paulistus Michaelsen, 1926 (Oligochaeta, Glossoscolecida). Monitore zoologico italiano (n.s.). 6, 19–36.
- Righi, G., Bittencourt, E. C. R. (1972). Circulação sanguínea nos órgãos genitais de duas espécies de Glossoscolecidae (Oligochaet). Ciência e Cultura 24, 358.
- Righi, G., Bittencourt, E. C. R. (1972). On the blood-system of Pontoscolex corethrurus (Oligochaeta Glossoscolecida). Monitore zoologico italiano (n.s.). 6, 155–178.
- Righi, G. (1973). On Pristina minuta (Oligochaeta, Naidida). from Brazilian soil and its epizoic Rhabdostyla pristinis sp. n. (Ciliata, Epistylida). Zoologischer Anzeiger 191, 295–299.
- Righi, G. (1973). Sobre três espécies brasileiras de Enchytraeidae (Oligochaet). Boletim de Zoologia e Biologia Marina (n.s.), São Paulo 30, 469–482.
- Righi, G. (1974 ). Notas sobre os Oligochaeta, Enchytraeidae do Brasil. Papéis Avulsos de Zoologia, São Paulo 28, 127–145.
- Righi, G. (1974). Alguns Sporozoa (Gregarinida e Haplosporid). de Oligochaeta (Naididae e Enchytraeida). brasileiros. Papéis Avulsos de Zoologia, São Paulo 28, 185–195.
- Righi, G. (1974). Marionina pituca, sp. n. (Oligochaeta, Enchytraeida). from Brazilian soil and its intestinal parasite, Buetschliella marioninae, sp. n. (Ciliata, Astomat). Zoologischer Anzeiger 192, 414–419.
- Righi, G. (1974). Notas sobre os Oligochaeta Glossoscolecidae do Brasil. Revista Brasileira de Biologia, Rio de Janeiro 34, 551–564.

### 1975-1979
- Righi, G. (1975). Algumas Enchytraeidae (Oligochaet). brasileiras. Ciência e Cultura 27, 143–150.
- Righi, G. (1975). Some Oligochaeta from the Brazilian Amazonia. Studies on the Neotropical Fauna 10, 77–95.
- Righi, G., Ayres, I. (1975). Alguns Oligochaeta sul brasileiros. Revista Brasileira de Biologia, Rio de Janeiro 35, 309–316.
- Righi, G., Ljungström, P. O. (1975). Notas sobre los oligoquetos (lombrices de tierr). argentinos. Revista de la Asociación de Ciencias Naturales del Litoral 6, 1–42.
- Righi, G., Ayres, I. (1976). Meroscolex marcusi, sp. n. Oligochaeta, Glossoscolecidae da Amazônia. Boletim de Zoologia, Universidade de São Paulo (n.s.). 1, 257–263.
- Righi, G., Ayres, I.,. Bittencourt, E. C. R. (1976). Glossoscolecidae (Oligochaet). do Instituto Nacional de Pesquisas da Amazônia. Acta Amazonica 6, 335–367.
- Righi, G. (1977). Ecología e modo de vida das minhocas. O Estado de São Paulo, Suplemento Cultural 18, 14–16.
- Righi, G. (1978). Alguns Oligochaeta Megadriles da Argentina. Fave 1, 167–178.
- Righi, G. (1978). Notas sobre os Oligochaeta de Amazônia. Acta Amazonica 8, 485–488.
- Righi, G., Ayres, I., Bittencourt, E. C. R. (1978). Oligochaeta (Annelid). do Instituto Nacional de Pesquisas da Amazônia. Acta Amazonica 8 Supl. 1, 1–49.
- Righi, G. (1979). Distribuição geográfica de Glossoscolex Leuckart (Oligochaet). Atas IV Congreso Brasileiro de Zoologia pp. 30–31.
- Righi, G. (1979). Introducción al estudio de las lombrices del suelo (Oligoquetos Megadrilos). de la Provincia de Santa Fe (Argentin). Colección CLIMAX, (Asociación de Ciencias Naturales del Litoral). Sto. Tomé, Argentina No 2, 89–151.
- Righi, G. (1979). Introducción al estudio de las lombrices del suelo (Oligoquetos Megadrilos). de la Provincia de Santa Fe (Argentin). Revista de la Asociación de Ciencias Naturales del Litoral, Santo Tomé, Argentina No 10, 89–155.
- Righi, G., de Araujo Lobo, D. (1979). Nova contribuição ao gênero Glossoscolex com sinopse do grupo giganteus (Oligochaeta, Glossoscolecida). Revista Brasileira de Biologia, Rio de Janeiro 39, 947–959.
- Righi, G., Kanner, E. (1979). Marine Oligochaeta (Tubificidae and Enchytraeida). from the Caribbean Sea. Studies on the Fauna of Curaçao and other Caribbean Islands No 182. 58, 44–68.

### 1980-1984
- Righi, G. (1980). Alguns Megadrile (Oligochaeta, Annelid). brasileiros. Boletim de Zoologia, Universidade de São Paulo 5, 1–18.
- Righi, G. (1980). Alguns Oligochaeta, Ocnerodrilidae e Glossoscolecidae do Brasil. Papéis Avulsos de Zoologia, São Paulo 33, 239–246.
- Righi, G. (1981). Alguns Oligochaeta cavernícolas do Equador. Papéis Avulsos de Zoologia, São Paulo 34, 235–249.
- Righi, G. (1981). Notas sobre Enchytraeidae (Oligochaet). brasileiras. Revista Brasileira de Biologia, Rio de Janeiro 41, 427–430.
- Righi, G. (1982). Adiçoes ao gênero Glossodrilus (Oligochaeta, Glossoscolecida). Revista Brasileira de Zoologia, São Paulo 1, 55–64.
- Righi, G. (1982). Oligochaeta, Glossoscolecidae do Parque Nacional da Amazônia, Tapajós. Revista Brasileira de Biologia, Rio de Janeiro 42, 107–116.
- Righi, G. (1983). Três Ocnerodrilidae (Oligochaet). da Amazônia brasileira. Acta Amazonica 13, 927–936.
- Righi, G., Nemeth, A. (1983). Alguns Oligochaeta, Glossoscolecidae, da Amazônia venezuelana. Papéis Avulsos de Zoologia, S. Paulo 35, 93–108.
- Righi, G., Varela, M. E. (1983). Narapa bonettoi, gen. nov. sp. nov. (Oligochaeta, Narapidae, fam. nov.). de agua doce da Argentina. Revista de la Asociación de Ciencias Naturales del Litoral 14, 7–15.
- Righi, G. (1984). In Memoriam – Konstantin Gavrilov (1908–1982). Revista Brasileira de Zoologia, São Paulo 2, 181–186.
- Righi, G. (1984). Manual de identificação de invertebrados límnicos do Brasil. 17 Oligochaeta. Conselho Nacional de Desénvolvimento Científico e Tecnológico, Coordenacão Editorial Brasilia, pp. 48.
- Righi, G. (1984). Nova contribuição ao conhecimento dos Oligochaeta da Venezuela. Papéis Avulsos de Zoologia, São Paulo 35, 243–256.
- Righi, G. (1984). Oligochaeta Megadrili da Chapada do Guimarães, Mato Grosso. Boletim de Zoologia, Universidade de São Paulo 8, 17–23.
- Righi, G. (1984). Oligochaeta Megadrili da região centrooeste de Mato Grosso, Brasil. Boletim de Zoologia, Universidade de São Paulo 8, 189–213.
- Righi, G. (1984). On a collection of Neotropical Megadrili Oligochaeta. I. Ocnerodrilidae, Acanthodrilidae, Octochaetidae, Megascolecidae. Studies on Neotropical Fauna and Environment 19, 9–31.
- Righi, G. (1984). On a collection of Neotropical Megadrili Oligochaeta. II. Glossoscolecidae, Lumbricidae. Studies on Neotropical Fauna and Environment 19, 99–120.
- Righi, G. (1984). On some earthworms (Oligochaeta, Glossoscolecida). from the Sierra Nevada de Santa Marta (Colombi). In: Van der Hammen, T., Ruiz P. M. (eds). Studies on tropical Andean Ecosystems 2. J. Cramer, Berlin, pp. 455–468.
- Righi, G. (1984). Pontoscolex (Oligochaeta, Glossoscolecida), a new evaluation. Studies on Neotropical Fauna and Environment 19, 159–177.

### 1985-1989
- Righi, G. (1985). Dois novos Oligochaeta da Amazônia venezuelana. Papéis Avulsos de Zoologia, São Paulo 36, 23–30.
- Righi, G. (1985). Sobre Rhinodrilus e Urobenus (Oligochaeta, Glossoscolecida). Boletim de Zoologia, Universidade de São Paulo 9, 231–257.
- Righi, G., Guerra, A.T. (1985). Alguns Oligochaeta do norte e noroeste do Brasil. Boletim de Zoologia, Universidade de São Paulo 9, 145–157.
- Righi, G. (1986). Alguns Oligochaeta, Glossoscolecidae, de Rondônia, Brasil. Boletim de Zoologia, Universidade de São Paulo 10, 283–303.
- Righi, G. (1986). Sobre o gênero Andiorrhinus (Oligochaeta, Glossoscolecida). Boletim de Zoologia, Universidade de São Paulo 10, 123–151.
- Righi, G. (1987). Relations among the male genital fields in Rhinodrilus and its associated, Glossoscolecidae, Oligochaeta. Zoologischer Anzeiger 219, 154–158.
- Righi, G., Merino, J. F. (1987). Alguns Oligochaeta de Costa Rica. Revista Brasileira de Zoologia, Sao Paulo 47, 535–548.
- Righi, G., Römbke, J. (1987). Alguns Oligochaeta da Bolívia e do Peru. Revista Brasileira de Biología, Rio de Janeiro 47, 523–533.
- Righi, G. (1988). Adições à drilofauna de Rondônia, Brasil. Revista Brasileira de Biologia, Rio de Janeiro 48, 119–125.
- Righi, G. (1988). Dois novos Microdrili, Oligochaeta, terrestres da Amazônia. Papéis Avulsos de Zoologia, S. Paulo 36, 315–321.
- Righi, G. (1988). Pontoscolex (P). pydanieli, spec. nov. (Oligochaeta, Glossoscolecida). and its parasite Pessoaella pontoscolecis, gen. nov., spec. nov. (Eugregarinida, Aikinetocystida). Studies on Neotropical Fauna and Environment 23, 71–76.
- Righi, G. (1988). Uma coleção de Oligochaeta da Amazônia brasileira. Papéis Avulsos de Zoologia, S. Paulo 36, 337–351.
- Adis, J., Righi, G. (1989). Mass migration and life cycle adaptation – a survival strategy of terrestrial earthworms in Central Amazonian inundation forest. Amazoniana 11, 23–30.
- Righi, G. (1989). Adição ao conhecimento dos Oligochaeta da Venezuela. Revista Brasileira de Biologia, Rio de Janeiro 49, 1065–1084.
- Righi, G. (1989). Alguns Oligochaeta da Amazônia. Boletin del Museo Para. Emilio Goeldi (Zool.). 5, 3–8.
- Righi, G. (1989). Três Oligochaeta, Glossoscolecidae da Amazônia. Amazoniana 10, 393–399.
- Righi, G., García, R. H. (1989). Duas espécies de Oligochaeta da Colômbia. Revista Brasileira de Biologia, Rio de Janeiro 49, 415–420.
- Righi, G., Hamonui, V. (1989). Prístina longidentata e a taxonomia das Naididae, Oligochaeta. Revista Brasileira de Biología, Rio de Janeiro 49, 409–414.

### 1990-1994
- Righi, G. (1990). Minhocas de Mato Grosso e de Rondônia. Programa Polonoroeste. Relatório de Pesquisa nº 12. SCT/PR – CNPq. Programa do Trópico Úmido 157 pp.
- Righi, G. (1990). Oligochaeta da Estação Ecológica de Maracá, Roraima, Brasil. Acta Amazónica 20, 391–398.
- Righi, G., Moraes, P. H. F. de (1990). Rhinodrilus pitun, sp. n. Oligochaeta, Glossoscolecidae de Pernambuco. Revista Brasileira de Biología, Rio de Janeiro 50, 519–522.
- Righi, G. (1992). Four new Peruvian earthworms. Soil Biology and Biochemistry 24, 1223–1230.
- Righi, G. (1993). Some Megadrili Oligochaeta of the Caribbean Region. Revue Suisse de Zoologie 100, 137–142.
- Righi, G. (1993). Venezuelan earthworms and considerations on the genus Andiorrhinus Cognetti, 1908 (Oligochaeta, Glossoscolecida). Tropical Zoology (Special Issu). 1, 125–139.
- Reynolds, J.W., Righi, G. (1994). On some earthworms from Belize, C. A. with the description of a new species of Oligochaeta (Acanthodrilidae, Glossoscolecidae and Octochaetida). Megadrilogica 5, 97–106.
- Righi, G. (1994). On new and old-known Oligochaeta genera from Paraiba State, Brazil. Revue Suisse de Zoologie 101, 89–106.
- Righi, G., Molina, S. (1994). Terricolous Oligochaeta (Glossoscolecida). of the Venezuelan Llanos. Revue Suisse de Zoologie 101, 299–313.

### 1995-1999
- Righi, G. (1995). 16, Colombian earthworms. In: Van der Hammen, T., Santos, A. G. (eds). Studies on tropical Andean Ecosystems, 4. Cramer (Borntraeger), Berlin- Stuttgart, pp. 485–607.
- Righi, G. (1995). A new earthworm (Ocnerodrilidae, Oligochaet). from a Brazilian cave and considerations about Belladrilus. Revue Suisse de Zoologie 102, 361–365.
- Righi, G. (1995). Some Megadrili Oligochaeta from the Caribbean Region. Studies on the Natural History of the Caribbean Region 72, 47–53.
- Righi, G., Van der Hammen, T. (1995). 15. Distribución de especies de lombrices en las dos vertientes de la Cordillera Central (Transecto Parque Los Nevados, Colombi). In: Van der Hammen, T., Santos, A. G. (eds). Studies on tropical Andean Ecosystems,
- Righi, G. (1996). Some Venezuelan Oligochaeta Glossoscolecidae and Octochaetidae. Revue Suisse de Zoologie 103, 677–684.
- Righi, G. (1997). Minhocas da América Latina: diversidade, funçao e valor. Anais XXVI Congreso Brasileiro de Ciências do Solo CD-ROM, 27 pp.
- Righi, G. (1998). Earthworms of the Ilha de Maracá. In:
- Righi, G. (1998). Oligoquetas. In: Machado, A. B. M., da Fonseca, G. A. B., Machado, R. B., Aguiar, L. M. de S., Lins, L.V. (eds). Livro Vermelho das espécies Ameaçadas de Extinçao da Fauna de Minas Gerais. Fundaçao Biodiversitas. Belo Horizonte, Brasil
- De Mischis, C., Righi, G. (1999). Contribución al conocimiento de la oligoquetofauna (Annelida, Oligochaet). de la Argentina. Gayana 63, 63–65.
- Righi, G., Araujo, Y. (1999). Andiorrhinus (Amazonidrilus). motto n. sp. and Rhinodrilus appuni pavoni n. subsp. (Oligochaeta, Glossoscolecida). from the Venezuelan Amazonia. Miscellània Zoológica 22, 93–100.
- Righi, G., Mischis, C. De. (1999). Belladrilus (Santomesi). auka n. sp. (Oligochaeta, Ocnerodrilida). from Argentina. Miscellània Zoológica 22, 77–80.

### 2000-2002
- Righi, G., Araujo, Y. (2000). Three new species and a new records of Oligochaeta, Glossoscolecidae, from the Venezuelan Andes. Miscellània Zoológica 23, 107–120.
- Righi, G., Hamonui, V. (2002). Oligochaeta, Naididae of the West Indies and adjacent regions. Papéis Avulsos de Zoologia, S. Paulo 42, 119–167.